# Albert Lamorisse
Albert Lamorisse (* 13. Januar 1922 in Paris, Frankreich; † 2. Juni 1970 in Karadsch, Iran) war ein französischer Regisseur. Er schuf bedeutende Kurzfilme und Kinderfilme.

## Leben
Ursprünglich Fotograf, begann Lamorisse in den 1940er Jahren mit der Produktion von kurzen, künstlerisch-poetischen Kinderfilmen, die man heute als Fantasy bezeichnen könnte. Weltbekannt wurde Der rote Ballon, in dem ein französischer Junge (gespielt von seinem Sohn) Freundschaft mit einem roten Luftballon schließt. Für diesen Film erhielt er den Oscar in der Kategorie Bestes Originaldrehbuch und setzte sich damit unter anderem gegen Federico Fellini (La Strada – Das Lied der Straße) durch. Die meisten von Lamorisses Filmen entstanden nach eigenem Drehbuch und wurden von ihm selbst produziert. Aus einigen entstanden später Kinderbücher, teils unter seiner Mitwirkung.
Später drehte er auch längere Filme, allerdings mit weniger Erfolg. Bei dem Film Fifi, die Feder wurden die technischen Effekte gelobt. In späteren Jahren widmete er sich dem Dokumentarfilm. Lamorisse starb bei einem Hubschrauberabsturz während der Luftaufnahmen zu Bode Saba (persisch باد صبا Bāde Sabā) – Wind der Wüste, einem Dokumentarfilm über den Iran und seine Landschaft. Das Werk wurde anhand von Notizen des Filmemachers fertiggestellt und 1978 veröffentlicht. Ein Jahr später erhielt Lamorisse posthum eine Nominierung für den Oscar in der Kategorie Bester Dokumentarfilm.
In den 1950er Jahren erfand Lamorisse das strategische Brettspiel La Conquête du Monde (deutsch: Die Eroberung der Welt), das später unter dem Namen Risiko von Parker Brothers hergestellt wurde und 1980 den Spielepreis Der Goldene Pöppel erhielt.

## Filmografie (Auswahl)

### Kurzfilme
- 1950: Bim, der Esel (Bim, le petit âne)
- 1952: Der weiße Hengst (Crin blanc)
- 1956: Der rote Ballon (Le Ballon rouge)
- 1967: Versailles

### Langfilme
- 1960: Die Reise im Ballon (Le Voyage en Ballon)
- 1965: Fifi, die Feder (Fifi la Plume)
- 1978: Bode Saba – Wind der Wüste (Le Vent des Amoureux – postum)

## Auszeichnungen
Oscars
- 1957: Bestes Originaldrehbuch für Der rote Ballon
- 1979: nominiert in der Kategorie Bester Dokumentarfilm für Bode Saba – Wind der Wüste

Internationale Filmfestspiele von Cannes
- 1953: Großer Preis des Festivals für Der weiße Hengst
- 1956: Goldene Palme für Der rote Ballon
- 1965: Großer Preis der Technik, nominiert für die Goldene Palme (Spielfilm) für Fifi, die Feder
- 1967: Großer Preis der Technik (Lobende Erwähnung), nominiert für die Goldene Palme für Versailles

Jean-Vigo-Preis
- 1953: Jean-Vigo-Preis für Der weiße Hengst

Louis-Delluc-Preis
- 1956: Bester Film für Der rote Ballon

Internationale Filmfestspiele von Venedig
- 1960: Preis der katholischen Filmkritik, nominiert für den Goldenen Löwen für Der rote Ballon

Evangelische Filmgilde
- November 1960: Film des Monats – Die Reise im Ballon